# لیگ برتر فوتبال ارمنستان ۱۷–۲۰۱۶
لیگ برتر فوتبال ارمنستان ۱۷–۲۰۱۶ (انگلیسی: 2016–17 Armenian Premier League) بیست و پنجمین فصل از زمان تأسیس آن بود.

## تیم‌ها
| باشگاه        | مکان                           | ورزشگاه                        | گنجایش |
| ------------- | ------------------------------ | ------------------------------ | ------ |
| آلاشکرت       | ایروان (ناحیه شنگاویت)         | ورزشگاه آلاشکرت                | ۶٬۸۵۰  |
| آرارات ایروان | ایروان (ناحیه کنترون)          | ورزشگاه جمهوریت وازگن سارگسیان | ۱۴٬۴۰۳ |
| بانانتس       | ایروان (ناحیه مالاتیا سباستیا) | ورزشگاه بانانتس                | ۴٬۸۶۰  |
| گاندزاسار     | کاپان                          | ورزشگاه گاندزاسار              | ۳٬۵۰۰  |
| پیونیک        | ایروان (ناحیه آوان)            | ورزشگاه آکادمی فوتبال ایروان   | ۱٬۴۲۸  |
| شیراک         | گیومری                         | ورزشگاه شهر گیومری             | ۲٬۸۴۴  |

## نتایج
| خانه \ خارج از خانه         | ALA | ARA | BAN | GAN | PYU | SHI |
| --------------------------- | --- | --- | --- | --- | --- | --- |
| آلاشکرت                     | —   | ۱–۳ | ۳–۰ | ۰–۰ | ۰–۰ | ۱–۱ |
| باشگاه فوتبال آرارات ایروان | ۱–۲ | —   | ۰–۲ | ۰–۲ | ۰–۰ | ۰–۱ |
| باشگاه فوتبال بانانتس       | ۰–۳ | ۱–۰ | —   | ۴–۱ | ۰–۱ | ۰–۱ |
| گاندزاسار کاپان             | ۰–۲ | ۲–۰ | ۴–۰ | —   | ۱–۰ | ۰–۱ |
| پیونیک                      | ۱–۲ | ۴–۰ | ۲–۱ | ۳–۰ | —   | ۰–۰ |
| باشگاه فوتبال شیراک         | ۲–۲ | ۱–۰ | ۰–۱ | ۱–۰ | ۳–۱ | —   |

| خانه \ خارج از خانه         | ALA | ARA | BAN | GAN | PYU | SHI |
| --------------------------- | --- | --- | --- | --- | --- | --- |
| آلاشکرت                     | —   | ۴–۱ | ۴–۱ | ۰–۴ | ۰–۰ | ۳–۰ |
| باشگاه فوتبال آرارات ایروان | ۰–۳ | —   | ۱–۱ | ۰–۱ | ۱–۲ | ۰–۱ |
| باشگاه فوتبال بانانتس       | ۱–۲ | ۰–۰ | —   | ۱–۱ | ۰–۳ | ۱–۲ |
| گاندزاسار کاپان             | ۱–۲ | ۱–۰ | ۱–۰ | —   | ۲–۰ | ۱–۰ |
| پیونیک                      | ۲–۱ | ۳–۰ | ۱–۱ | ۰–۰ | —   | ۰–۲ |
| باشگاه فوتبال شیراک         | ۰–۰ | ۲–۰ | ۱–۰ | ۱–۲ | ۰–۱ | —   |

### نیم فصل سوم
| خانه \ خارج از خانه         | ALA | ARA | BAN | GAN | PYU | SHI |
| --------------------------- | --- | --- | --- | --- | --- | --- |
| آلاشکرت                     | —   | ۳–۱ | ۲–۰ | ۱–۲ | ۳–۳ | ۳–۱ |
| باشگاه فوتبال آرارات ایروان | ۱–۴ | —   | ۱–۰ | ۱–۲ | ۱–۰ | ۲–۳ |
| باشگاه فوتبال بانانتس       | ۰–۳ | ۲–۱ | —   | ۰–۰ | ۰–۲ | ۰–۱ |
| گاندزاسار کاپان             | ۰–۱ | ۲–۱ | ۲–۱ | —   | ۱–۱ | ۳–۲ |
| پیونیک                      | ۰–۳ | ۲–۱ | ۰–۰ | ۱–۲ | —   | ۰–۲ |
| باشگاه فوتبال شیراک         | ۰–۱ | ۱–۰ | ۱–۰ | ۰–۰ | ۰–۲ | —   |

### گلزنان برتر
تا تاریخ ۳۱ مه ۲۰۱۷ مسابقه انجام شده
| رتبه | بازیکن                 | باشگاه              | گل‌ها |
| ---- | ---------------------- | ------------------- | ---- |
| ۱    | آرداک یدیگاریان        | آلاشکرت             | ۱۳   |
| ۱    | میهران ماناسیان        | آلاشکرت             | ۱۳   |
| ۳    | گغام هاروتیونیان       | گاندزاسار کاپان     | ۱۲   |
| ۴    | کلائودیر مارینی جونیور | گاندزاسار کاپان     | ۸    |
| ۴    | ویولن آیوازیان         | باشگاه فوتبال شیراک | ۸    |
| ۶    | زاون بادویان           | آلاشکرت             | ۶    |
| ۶    | آرداک داشیان           | آلاشکرت             | ۶    |
| ۶    | لوبامبو موسوندا        | گاندزاسار کاپان     | ۵    |
| ۶    | والمرسون گارسیا پرایا  | گاندزاسار کاپان     | ۵    |
| ۶    | آلیک آراکلیان          | پیونیک              | ۵    |